# Ryan Perry
Ryan Keith Perry (né le 13 février 1987 à Pomona, Californie, États-Unis) est un lanceur de relève droitier de baseball évoluant en Ligue majeure avec les Nationals de Washington. 

## Carrière

### Tigers de Détroit
Après des études supérieures à l'Université d'Arizona où il opère sous les couleurs des Arizona Wildcats, Ryan Perry est drafté le 5 juin 2008 par les Tigers de Détroit au premier tour de sélection (21e choix). Il s'engage avec les Tigers le 9 juillet en encaissant une prime à la signature de 1,48 million de dollars.
Il fait ses débuts en Ligue majeure dès le 8 avril 2009. Il est renvoyé en Triple-A le 8 juin à la suite du retour de blessure de Jeremy Bonderman puis est rappelé au plus haut niveau le 18 juillet.
Perry joue pour les Tigers jusqu'en 2011. Il présente une moyenne de points mérités de 4,07 en 161 manches et un tiers lancées pour Détroit au cours de ces trois saisons, avec cinq victoires, six défaites et deux sauvetages. Il est le lanceur perdant du deuxième match de la Série de championnat 2011 de la Ligue américaine entre les Tigers et les Rangers du Texas.

### Nationals de Washington
Le 9 décembre 2011, les Tigers échangent Perry aux Nationals de Washington contre un autre lanceur droitier, Collin Balester.

## Statistiques
| Saison | Équipe  | G   | GS | CG | SHO | V | D | SV | IP    | SO  | ERA  |
| ------ | ------- | --- | -- | -- | --- | - | - | -- | ----- | --- | ---- |
| 2009   | Détroit | 53  | 0  | 0  | 0   | 0 | 1 | 0  | 61.2  | 60  | 3,79 |
| 2010   | Détroit | 60  | 0  | 0  | 0   | 3 | 5 | 2  | 62.2  | 45  | 3,59 |
| Totaux | Totaux  | 113 | 0  | 0  | 0   | 3 | 6 | 2  | 124.1 | 105 | 3,69 |

Note : G = Matches joués ; GS = Matches comme lanceur partant ; CG = Matches complets ; SHO = Blanchissages ; 
V = Victoires ; D = Défaites ; SV = Sauvetages ; IP = Manches lancées ; SO = Retraits sur des prises ; ERA = Moyenne de points mérités.